# Father, I'll Take Care of You
Father, I'll Take Care of You (hangul: 아버님 제가 모실게요; rr: Abeonim Jega Mosilgeyo) é uma série de televisão sul-coreana de 2016 estrelada por Kim Jaewon, Park Eun-bin, Lee Tae-hwan e Lee Soo-kyung. Substituiu The Flower in Prison e foi transmitido na MBC TV a partir de 12 de novembro de 2016, totalizando 50 episódios.

## Sinopse
Depois que seus quatro filhos se tornam adultos e possuem vidas independentes, um casal de idosos (Hyung-sub e Jeong-ae) decide viver sozinho. Mas um dia, seus filhos voltam todos para casa. A história, além de retratar a relação entre os membros da família, também foca na vingança Lee Hyun-woo, um novo vizinho no bairro, contra Hyung-sub.
O diretor da série, Lee Dae-young, disse que: "Ela retratará o confronto entre gerações e irmãos causado pelos filhos mais velhos que ainda moram com seus pais, e a história de uma família que supera esses problemas com amor e carinho", incluindo desdobramentos dos romances dos personagens mais jovens. Ele acrescentou que o drama retrata a atual sociedade sul-coreana, onde o aumento dos custos de moradia e de vida incentivou jovens casais a viverem de volta com os pais.

## Elenco

### Principal
- Kim Jaewon como Lee Hyun-woo[9]
- Park Eun-bin como Oh Dong-hee/Bang Hyun-jeong[9]
- Lee Soo-kyung como Han Jeong-eun[9]
- Lee Tae-hwan como Han Seong-jun/Lee Sung-woo[9]

### A família Han
- Kim Chang-wan como Han Hyung-sub[9]
- Kim Hye-ok como Moon Jeong-ae[9]
- Na Moon-hee como Hwang Mi-ok[9]
- Lee Seung-joon como Han Seong-hoon[9]
- Hwang Dong-joo como Han Seong-sik[9]
- Kim Sun-young como Seo Hye-joo[9]
- Shin Dong-mi como Kang Hee-sook[9]
- Shin Ki-joon como Han Ji-hoon[9]
- Son Bo-seung como Han Chang-soo[9]
- Lee Ye-won como Han Ah-in[9]
- Yoon Mi-ra como Han Ae-ri[9]
- Kim Yong-rim como Oh Gui-boon[9]
- Seo Dong-woon como Seo Chul-min[9]
- Ko Seong-hyun como Ryu Myung-jin[9]
- Oh Yeon-ah como Han Jeong-hwa[9]
- Ahn Jeong-hoon como Kang Min-seok

### Funcionários da emissora de TV
- Lee Seul-bi como Bang Mi-joo[9]
- Park Jin-soo como Kim, o Produtor Diretor[9]

### Pessoas ao redor de Lee Hyun-woo
- Jo Sun-mook como Jo Moo-gyum[9]

### Outros
- Go In-beom como Bang Gwang-jin

## Audiência
| Episódio # | Data de transmissão original | Parcela média de audiência | Parcela média de audiência | Parcela média de audiência | Parcela média de audiência | Parcela média de audiência |
| Episódio # | Data de transmissão original | Dados do TNmS              | Dados do TNmS              | AGB Nielsen                | AGB Nielsen                |                            |
| Episódio # | Data de transmissão original | Nacional                   | Seul                       | Nationwide                 | Seul                       |                            |
| --- | ---------------------------- | -------------------------- | -------------------------- | -------------------------- | -------------------------- | -------------------------- |
| 1 | 2016/11/12                   | 9.3% (5º)                  | 9.7% (5º)                  | 9.7% (5º)                  | 10.5% (5º)                 |                            |
| 2 | 2016/11/13                   | 10.2% (8º)                 | 10.8% (6º)                 | 10.2% (9º)                 | 11.2% (7º)                 |                            |
| 3 | 2016/11/19                   | 9.3% (8º)                  | 9.3% (8º)                  | 9.4% (7º)                  | 10.3% (6º)                 |                            |
| 4 | 2016/11/20                   | 12.5% (3º)                 | 12.9% (5º)                 | 11.4% (7º)                 | 11.6% (7º)                 |                            |
| 5 | 2016/11/26                   | 9.4% (7º)                  | 8.5% (7º)                  | 9.5% (8º)                  | 10.0% (9º)                 |                            |
| 6 | 2016/11/27                   | 12.4% (6º)                 | 12.2% (6º)                 | 11.3% (8º)                 | 11.2% (9º)                 |                            |
| 7 | 2016/12/03                   | 7.9% (11º)                 | 8.3% (9º)                  | 8.8% (8º)                  | 9.5% (8º)                  |                            |
| 8 | 2016/12/04                   | 12.4% (6º)                 | 13.3% (5º)                 | 12.3% (7º)                 | 13.9% (5º)                 |                            |
| 9 | 2016/12/10                   | 8.7% (11º)                 | 8.6% (9º)                  | 10.1% (6º)                 | 11.2% (7º)                 |                            |
| 10 | 2016/12/11                   | 12.9% (5º)                 | 13.7% (6º)                 | 12.4% (7º)                 | 13.4% (7º)                 |                            |
| 11 | 2016/12/17                   | 8.7% (11º)                 | 8.3% (9º)                  | 9.5% (9º)                  | 11.0% (7º)                 |                            |
| 12 | 2016/12/18                   | 12.9% (4º)                 | 15.0% (4º)                 | 12.2% (6º)                 | 13.6% (6º)                 |                            |
| 13 | 2016/12/24                   | 9.3% (9º)                  | 10.2% (7º)                 | 9.2% (11º)                 | 10.6% (6º)                 |                            |
| 14 | 2016/12/25                   | 13.7% (5º)                 | 14.9% (4º)                 | 14.4% (4º)                 | 16.2% (2º)                 |                            |
| 15 | 2017/01/01                   | 13.4% (5º)                 | 15.2% (5º)                 | 14.0% (5º)                 | 15.7% (4º)                 |                            |
| 16 | 2017/01/07                   | 11.4% (5º)                 | 12.9% (6º)                 | 10.9% (6º)                 | 11.4% (6º)                 |                            |
| 17 | 2017/01/08                   | 12.8% (6º)                 | 14.2% (4º)                 | 13.6% (5º)                 | 14.6% (5º)                 |                            |
| 18 | 2017/01/14                   | 11.1% (6º)                 | 12.3% (5º)                 | 11.7% (6º)                 | 12.6% (6º)                 |                            |
| 19 | 2017/01/15                   | 12.6% (6º)                 | 13.1% (7º)                 | 13.6% (5º)                 | 15.1% (5º)                 |                            |
| 20 | 2017/01/21                   | 10.8% (6º)                 | 12.6% (5º)                 | 10.6% (5º)                 | 11.6% (6º)                 |                            |
| 21 | 2017/01/22                   | 13.2% (5º)                 | 14.0% (5º)                 | 13.2% (6º)                 | 14.2% (5º)                 |                            |
| 22 | 2017/01/28                   | 10.5% (4º)                 | 10.4% (4º)                 | 10.2% (5º)                 | 10.3% (5º)                 |                            |
| 23 | 2017/01/29                   | 11.4% (6º)                 | 11.5% (6º)                 | 12.4% (6º)                 | 13.2% (5º)                 |                            |
| 24 | 2017/02/04                   | 11.2% (4º)                 | 12.1% (5º)                 | 11.4% (6º)                 | 12.7% (5º)                 |                            |
| 25 | 2017/02/05                   | 12.7% (5º)                 | 14.1% (4º)                 | 13.9% (5º)                 | 14.9% (5º)                 |                            |
| 26 | 2017/02/11                   | 10.5% (5º)                 | 10.7% (4º)                 | 11.3% (4º)                 | 12.5% (4º)                 |                            |
| 27 | 2017/02/12                   | 12.9% (4º)                 | 13.7% (4º)                 | 14.6% (4º)                 | 15.6% (4º)                 |                            |
| 28 | 2017/02/18                   | 11.0% (5º)                 | 11.1% (4º)                 | 12.0% (4º)                 | 13.4% (4º)                 |                            |
| 29 | 2017/02/19                   | 13.0% (3º)                 | 13.5% (4º)                 | 13.7% (5º)                 | 14.4% (5º)                 |                            |
| 30 | 2017/02/25                   | 9.9% (5º)                  | 10.5% (4º)                 | 11.5% (4º)                 | 13.2% (4º)                 |                            |
| 31 | 2017/02/26                   | 12.0% (3º)                 | 12.1% (4º)                 | 13.1% (5º)                 | 14.2% (5º)                 |                            |
| 32 | 2017/03/04                   | 9.8% (6º)                  | 9.6% (6º)                  | 11.3% (5º)                 | 12.5% (4º)                 |                            |
| 33 | 2017/03/05                   | 11.5% (4º)                 | 11.3% (5º)                 | 13.3% (5º)                 | 13.3% (5º)                 |                            |
| 34 | 2017/03/11                   | 9.2% (6º)                  | 9.2% (7º)                  | 10.7% (5º)                 | 12.2% (5º)                 |                            |
| 35 | 2017/03/12                   | 11.4% (3º)                 | 11.1% (5º)                 | 13.2% (4º)                 | 13.8% (4º)                 |                            |
| 36 | 2017/03/18                   | 11.8% (4º)                 | 11.6% (5º)                 | 13.6% (4º)                 | 14.6% (4º)                 |                            |
| 37 | 2017/03/19                   | 14.1% (2º)                 | 14.7% (3º)                 | 16.1% (3º)                 | 16.8% (3º)                 |                            |
| 38 | 2017/03/25                   | 9.8% (6º)                  | 9.2% (7º)                  | 12.1% (4º)                 | 13.2% (4º)                 |                            |
| 39 | 2017/03/26                   | 13.0% (4º)                 | 13.4% (6º)                 | 14.7% (4º)                 | 15.1% (4º)                 |                            |
| 40 | 2017/04/01                   | 10.1% (7º)                 | 9.7% (7º)                  | 11.4% (4º)                 | 12.2% (4º)                 |                            |
| 41 | 2017/04/02                   | 14.4% (2º)                 | 14.8% (3º)                 | 14.7% (3º)                 | 15.4% (3º)                 |                            |
| 42 | 2017/04/08                   | 10.7% (4º)                 | 11.1% (4º)                 | 11.2% (4º)                 | 11.9% (4º)                 |                            |
| 43 | 2017/04/09                   | 13.6% (2º)                 | 14.7% (3º)                 | 14.0% (4º)                 | 14.6% (4º)                 |                            |
| 44 | 2017/04/15                   | 12.9% (2º)                 | 12.2% (3º)                 | 13.7% (2º)                 | 13.8% (2º)                 |                            |
| 45 | 2017/04/16                   | 14.0% (3º)                 | 14.8% (4º)                 | 13.7% (3º)                 | 13.7% (3º)                 |                            |
| 46 | 2017/04/22                   | 12.7% (2º)                 | 12.7% (2º)                 | 13.2% (2º)                 | 13.7% (2º)                 |                            |
| 47 | 2017/04/29                   | 9.8% (5º)                  | 10.0% (5º)                 | 10.1% (4º)                 | 10.7% (4º)                 |                            |
| 48 | 2017/04/30                   | 11.6% (6º)                 | 12.0% (4º)                 | 11.7% (5º)                 | 12.2% (4º)                 |                            |
| 49 | 2017/05/06                   | 10.1% (7º)                 | 10.3% (5º)                 | 11.1% (5º)                 | 11.6% (5º)                 |                            |
| 50 | 2017/05/07                   | 11.7% (6º)                 | 12.1% (5º)                 | 13.1% (5º)                 | 13.9% (4º)                 |                            |
| Média | Média                        | 11.5%                      | 11.9%                      | 12.1%                      | 13.0%                      |                            |
| - Na tabela acima, os números em azul representam a audiência mais baixa e os números em vermelho representam a audiência mais alta. |                              |                            |                            |                            |                            |                            |